# Zvon Augustin
Zvon Augustin je zvon umístěný v Bílé věži v Hradci Králové. Dlouhodobě se jednalo o třetí největší zvon v Česku a druhý největší zvon v Čechách. Od roku 2022 je čtvrtým největším zvonem v Česku poté, co byl odlit zvon #9801. Původní příčky si drží mezi historickými zvony.

## Historie
Jedná se o pozdně gotický zvon, který byl odlit nákladem rady města a měšťanů z bronzu roku 1508/1509 místním zvonařem Ondřejem Žáčkem, který jej v roce 1509 umístil na speciálně vybudovanou dřevěnou zvonici na hřbitově u katedrály sv. Ducha. V plánu však bylo postavit zvonici vyšší.
Teprve roku 1574 začala být za primase Martina Cejpa z Peclinovce vedle chrámu stavěna Bílá věž. U příležitosti sedmého výročí počátku výstavby věže (7. června 1574), dne 22. května 1581 (v obou případech však pondělí po svaté Trojici), byl na věž zvon vytažen rumpály a zavěšen tesařskými mistry Petrem a jeho zetěm Janem z Mladé Boleslavi. Zvonění tehdy při významných událostech a jarmarcích provádělo osm mužů – zvoník a sedm jeho pomocníků.
Na této věži na Velkém náměstí v Hradci Králové se nachází dosud. 
Zvon poprvé zazněl v roce 1510, oznamoval lidem například významné dny, konec a začátek trhů, požáry anebo odborné zasedání. 
V roce 1705 byl zvon na žádost magistrátu posvěcen hradeckým biskupem Tobiášem Janem Beckrem, a to nejen ku cti sv. Augustina, ale i sv. Vavřince.
V letech 1850 a 1903 puklo srdce zvonu.
V roce 1928 byla dokončena generální oprava zvonu firmou Buřil a Riss z Hradce Králové –Kuklen. Zvonil až do 13. prosince 1967, kdy na více než 40 let zvonit přestal. 
Znovu opět zazněl až 19. ledna 2008. Město tehdy vyčlenilo 265 tisíc Kč na opětovné uvedení do provozu. Restaurátorské práce provedl přední český zvonař Petr Rudolf Manoušek. Zvonu požehnal symbolicky na svátek sv. Augustina dne 28. srpna 2008 tehdejší 24. královéhradecký biskup Dominik Duka za přítomnosti primátora města Hradce Králové Otakara Divíška.

## Rozměry
- Výška: 169 cm
- Spodní průměr: 206 cm[9]
- Hmotnost: 8 tun[13]

## Popis zvonu

### Čepec
Na čepci zvonu se nachází dvouřádkový latinský text:
| „ | IN HONOREM MAGNIFICENTIANGVE CVNCTIPOTENTIS DEI GENITRICIS VERBI DEI VIRGINIS ALMAE ATQVE SANCTORVM OMNIVM AD GLORIAM ET LAVDEM HOC OPVS INSIGNE PROBILEQVE FVSVM AC CANSTITVTVM EST IMPSENIS ALMA DOMINORVM MAGISTRI CIVIVM CONSVLVM TOTIVSQVE FAMOSAE CONNVNITATIS HRADECENSIS PER ME ANDREAM DICTVM ZACZEK ANNO X.P.I. M° CCCCC° VIIII° PROTOCONSVLA JOANE WIECHET VITRICO „JOANE DICTO KARASEK“. | “ |

Tj. Ke cti a oslavě všemohoucího Boha, k slávě a chvále milostivé Panny, Rodičky Slova Božího, a Všech svatých toto znamenité a přeslavné dílo dobrotivým nákladem pana purkmistra, pánů radních a celé slavné obce hradecké lil a ulil Ondřej řečený Žáček léta Kristova tisícího pětistého devátého za primase Jana Věcheta a správce kostelního jmění Jana řečeného Karáska.

### Srdce
Váha samotného srdce se odhaduje na 120 kg. 
Nárazový tón zvonu je C1.
V červenci roku 2022 se přes sto kilogramové srdce zvonu odchýlilo ze své osy o půl druhého centimetru. S opravou srdce pomohl zvonař Adam Bogocz. Zvon byl po několika hodinách připraven znovu ke zvonění.
O půlnoční mši dne 24. prosince 2023 při zvonění upadlo srdce zvonu, které následně pádem naštíplo trám v podlaze. Při incidentu nebyl nikdo zraněn.

## Zajímavosti
- Zvon obstarává 15 zvoníků, i když zvon zní pouze dvanáctkrát nebo třináctkrát do roka[16]
- V roce 1606 do Bílé věže uhodil blesk, který zapálil dřevěnou stolici zvonu. Požár byl uhašen, ale stopy ohně jsou dodnes stále viditelné [17]

## Zvonění zvonu v roce 2023
- 1. 1. od 18:00 – První den spolu (neveřejné)
- 6. 4. od 09:30 – Zelený čtvrtek – Missa chrismatis
- 9. 4. od 11:50 – Slavnost Zmrtvýchvstání Páně
- 8. 5. od 17:00 – Den vítězství
- 26. 5. od 18:00 – 720. výročí korunovace Elišky Rejčky
- 28. 5. od 17:50 – Slavnost seslání Ducha Svatého
- 30. 6. od 18:00 – Výročí bitvy na Chlumu 1866
- 28. 8. od 18:00 – Svátek sv. Augustina – spojeno s ceremoniálem zvoníků
- 2. 9. od 14:00 – Slavnosti královny Elišky (neveřejné)
- 28. 9. od 10:00 – Den české státnosti, Slavnost sv. Václava
- 28. 10. od 09:00 – Den vzniku samostatného československého státu
- 30. 10. od 18:00 – Výročí posvěcení katedrály sv. Ducha
- 17. 11. od 18:00 – Den boje studentů za svobodu a demokracii
- 24. 12. od 22:30 – Slavnost Narození Páně[18]

## Galerie
- Latinské texty na zvonu Augustin
- Zvon Augustin
- Pohled z Bíle věže na město Hradec Králové